# European Space Operations Centre

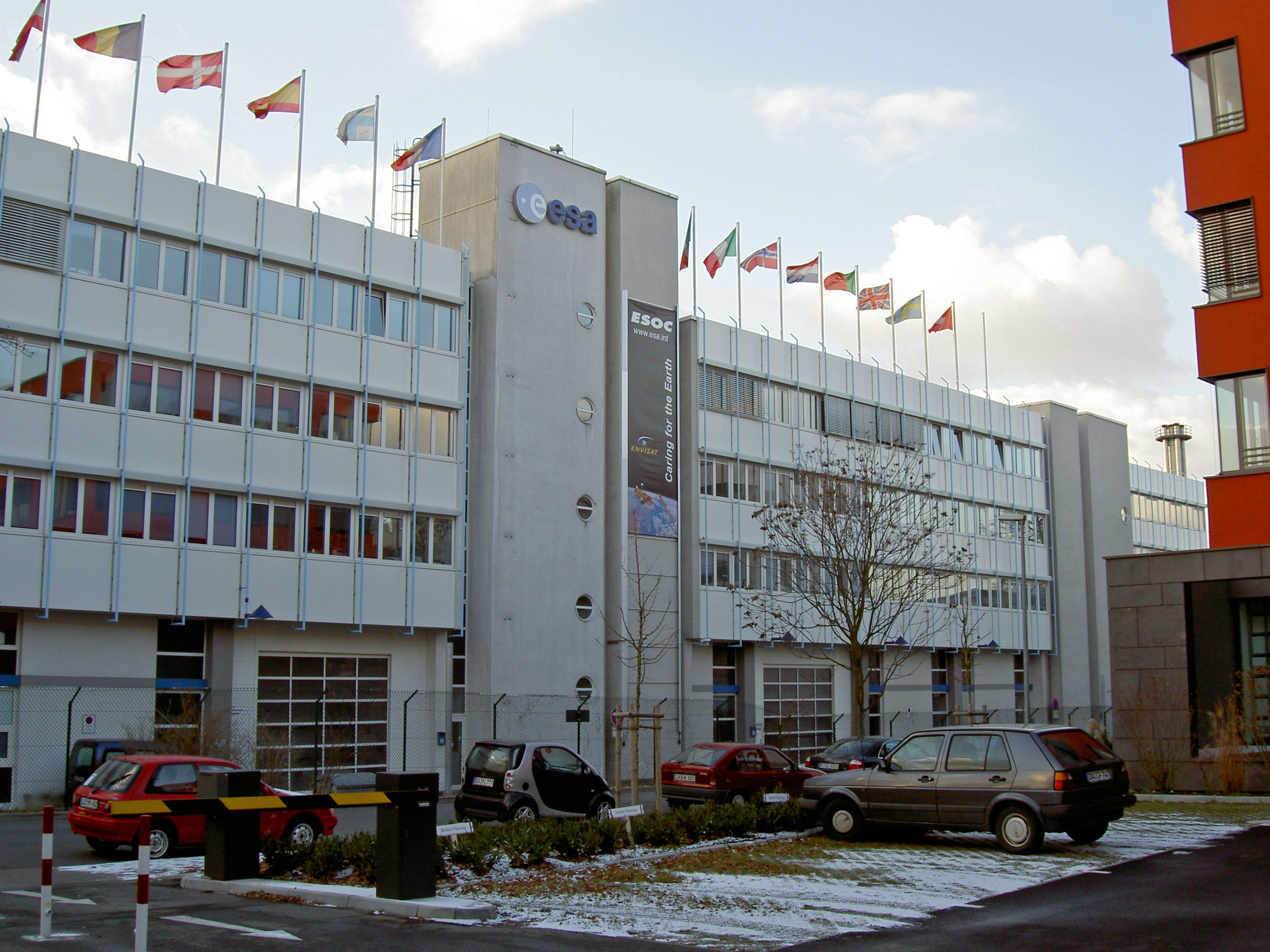
Gebouw van het European Space Operations Centre van de ESA

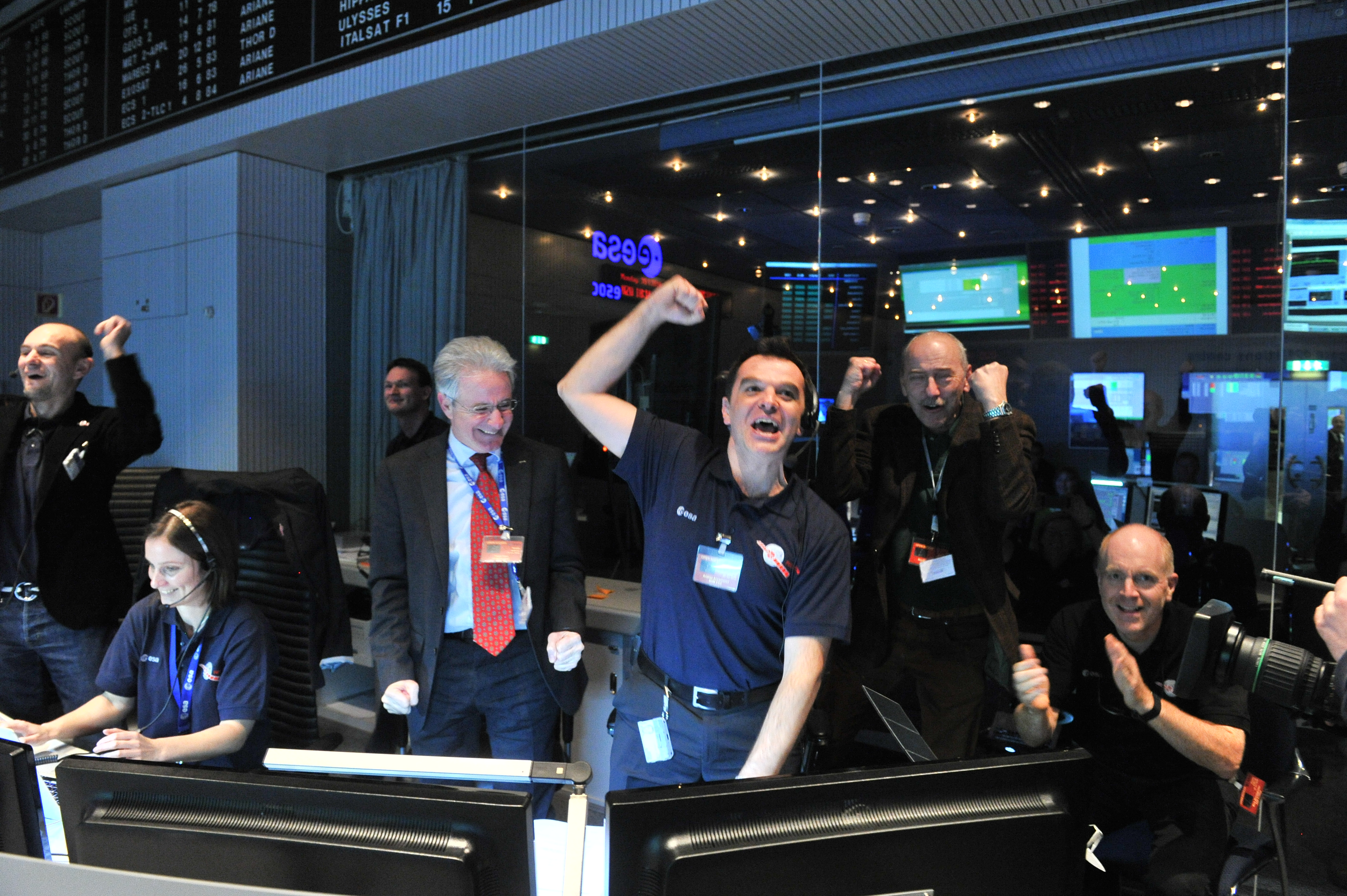
Signaal ontvangen in ESOC van Rosetta (januari 2014), de eerste ruimtemissie die geland is op een komeet

Het European Space Operations Centre (ESOC) is het voornaamste vluchtleidingscentrum van de Europese Ruimtevaartorganisatie (ESA) en bevindt zich in Darmstadt, Duitsland. ESOC's voornaamste functie is het besturen van onbemande ruimtevaartuigen voor ESA en anderen. In zijn 50-jarig bestaan heeft het centrum als vluchtleidingscentrum gediend voor 77 ruimtevaartmissies. Enkele van de meest bekende missies zijn Mars Express, Rosetta, en de ExoMars Trace Gas Orbiter.

## Geschiedenis
Het European Space Operations Centre werd officieel ingehuldigd op 8 september 1967 in Darmstadt met als doel het besturen van satellieten van de European Space Research Organisation (ESRO), de voorloper van de Europese Ruimtevaartorganisatie (ESA).
Bij ESOC waren in de begin ongeveer 90 personen werkzaam en het instituut bevond zich, zoals nu ook het geval, aan de westkant van Darmstadt. Er werd gebruik gemaakt van personeel en middelen die eerder waren toegewezen aan het European Space Data Centre (ESDAC) dat in 1963 was opgericht om baanberekeningen uit te voeren. De formatie werd aangevuld met personeel van ESTEC om satellieten te bedienen en het ESTRACK-netwerk te beheren.
Binnen acht maanden voerde ESOC, als onderdeel van European Space Research Organisation (ESRO) zijn eerste missie uit, ESRO-2B, een wetenschappelijke onderzoekssatelliet en de eerste van vele die vanuit ESOC voor ESRO en later ESA werden beheerd.

## Vluchtleiding
ESOC is verantwoordelijk voor de ontwikkeling, de exploitatie en het onderhoud van ESA's European Space Tracking (ESTRECK)-netwerk van grondstations. De teams van het centrum zijn ook betrokken bij onderzoek en ontwikkeling met betrekking tot geavanceerde concepten voor missiecontrole en situationeel bewustzijn in de ruimte en activiteiten met betrekking tot frequentiebeheer, plaatsbepaling, telemetrie en ruimtepuin.

## ESTRACK

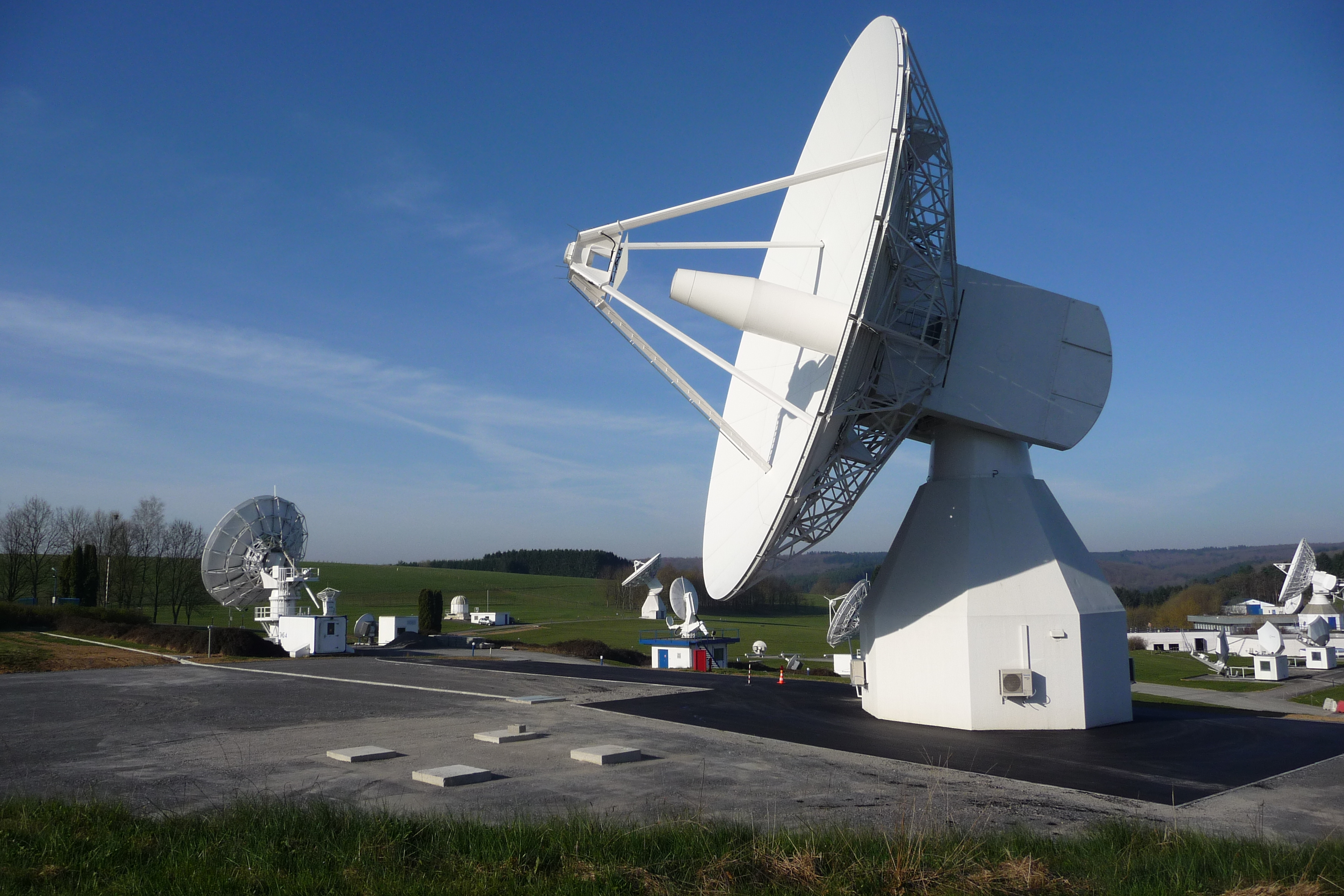
Galileo antenna in Redu

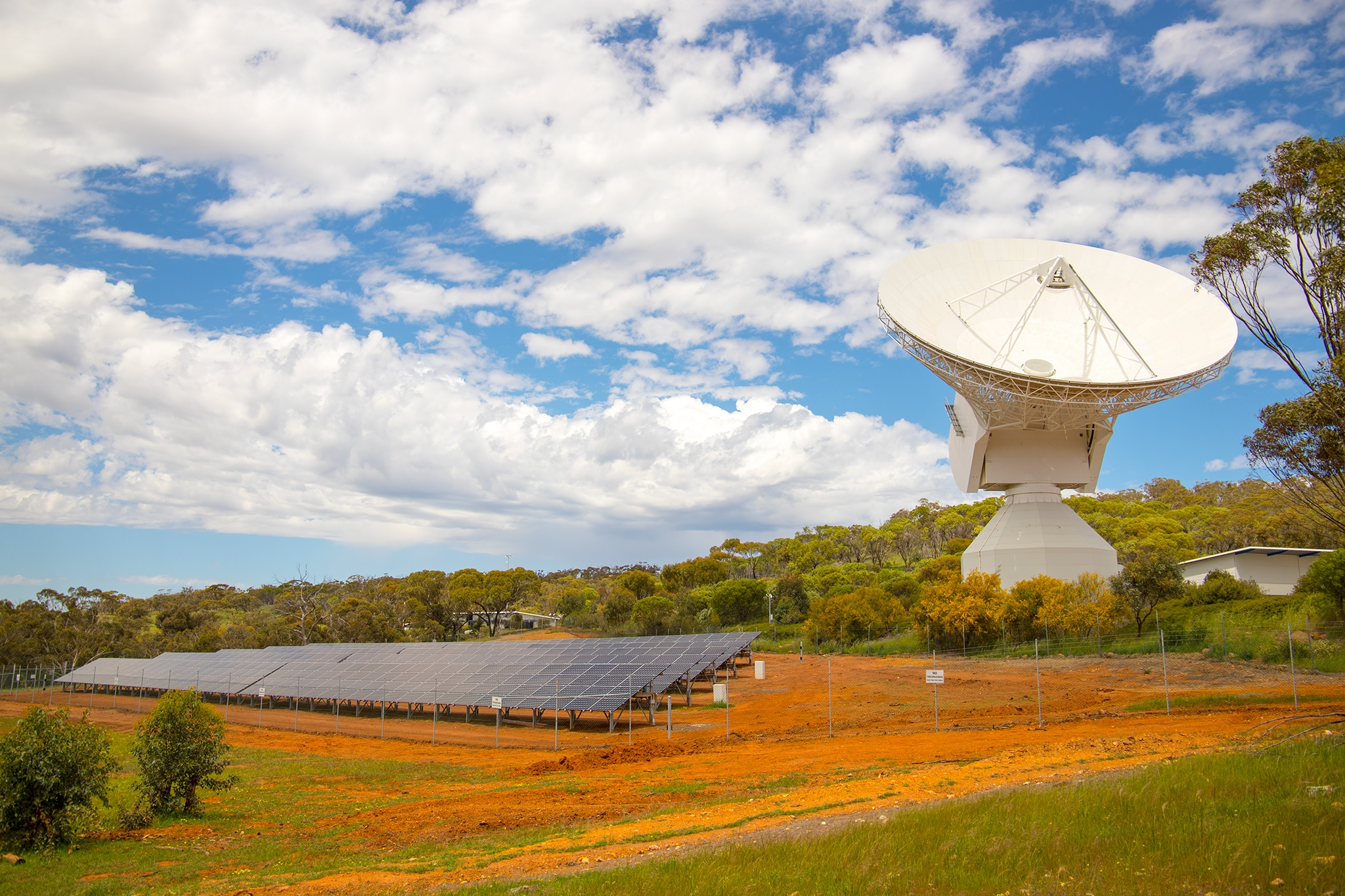
ESA-grondstation in New Norcia, West-Australië

ESOC herbergt het controlecentrum voor het European Space Tracking (ESTRECK) netwerk met grondstations van het Europees ruimteagentschap (ESA). Het netwerk bestaat uit zeven stations in zeven landen:
- Kourou (Frans-Guyana)
- Cebreros (Spanje)
- Redu (België)
- Santa Maria (Portugal)
- Kiruna (Zweden)
- Malargüe (Argentinië)
- New Norcia (Australië)

Operators hebben 24 uur per dag, het hele jaar door, dienst bij ESOC voor de monitoring van satellieten en ruimtepuin, het uploaden van stuursignalen en het downloaden van gegevens.

## Activiteiten
Naast het begeleiden van operatione missies vinden er in het centrum nog een aantal andere activiteiten plaats waarvan de meeste rechtstreeks verband houden met de bredere ruimtevaartactiviteiten die bij ESA worden uitgevoerd.
- Vluchtdynamica; Een team is verantwoordelijk voor alle baanberekeningen en baanbepalingen van satellieten.[5]
- Analyse van missies;: Selectie en berekening van mogelijke banen en lanceervensters.
- Softwareontwikkeling; controlesystemen en beheertools voor ruimtevaartuigen van ESA.[6]
- Ondersteuning bij navigatie; Berekening en voorspelling van GPS- en Galileo satellietbanen.[7]
- Grondstation engineering; ontwikkeling van deep space volgtechnologie.[8]
- Ruimtepuin; coördinatie van ESA's onderzoek naar ruimtepuin, levering van waarschuwingsdiensten voor omgevingsbewustzijn in de ruimte en samenwerking met instanties over de hele wereld.[9]
- Frequentiebeheer: helpen bij het beheer van het radiospectrum dat door alle satellietexploitanten wordt gebruikt[10]

## Personeel
Bij ESOC heeft ESA ongeveer 800 mensen in dienst, bestaande uit ongeveer 250 vaste medewerkers en 550 contractanten. Medewerkers van ESOC worden routinematig uitgezonden om te werken in andere ESA-vestigingen, ESTRACK-stations, het Automated Transfer Vehicle (ATV) controlecentrum in (Toulouse), het Columbus controlecentrum (Oberpfaffenhofen) en bij faciliteiten van ESA-partners in verschillende landen.